# Skrinar
Skrinar je priimek več znanih Slovencev:
- Jože Skrinar (1918-1998), skladatelj, zborovodja
- Majda Skrinar (*1963), arhitektka in slikarka